# Jeníkov (Čechtice)
Jeníkov je vesnice, část městyse Čechtice v okrese Benešov. Nachází se asi 3 km na západ od Čechtic. V roce 2009 zde bylo evidováno 64 adres.
Jeníkov leží v katastrálním území Jeníkov u Vlašimi o rozloze 4,91 km².

## Historie
První písemná zmínka o vesnici pochází z roku 1369, kdy zemřel farář místního kostela, Mikuláš. Kanovník pražské kapituly proto novým farářem ustanovil jistého Dobroslava, tehdejšího kněze ze Záhořan. Knihy erekční uvádějí i přesný den, a to 8. října.

## Pamětihodnosti

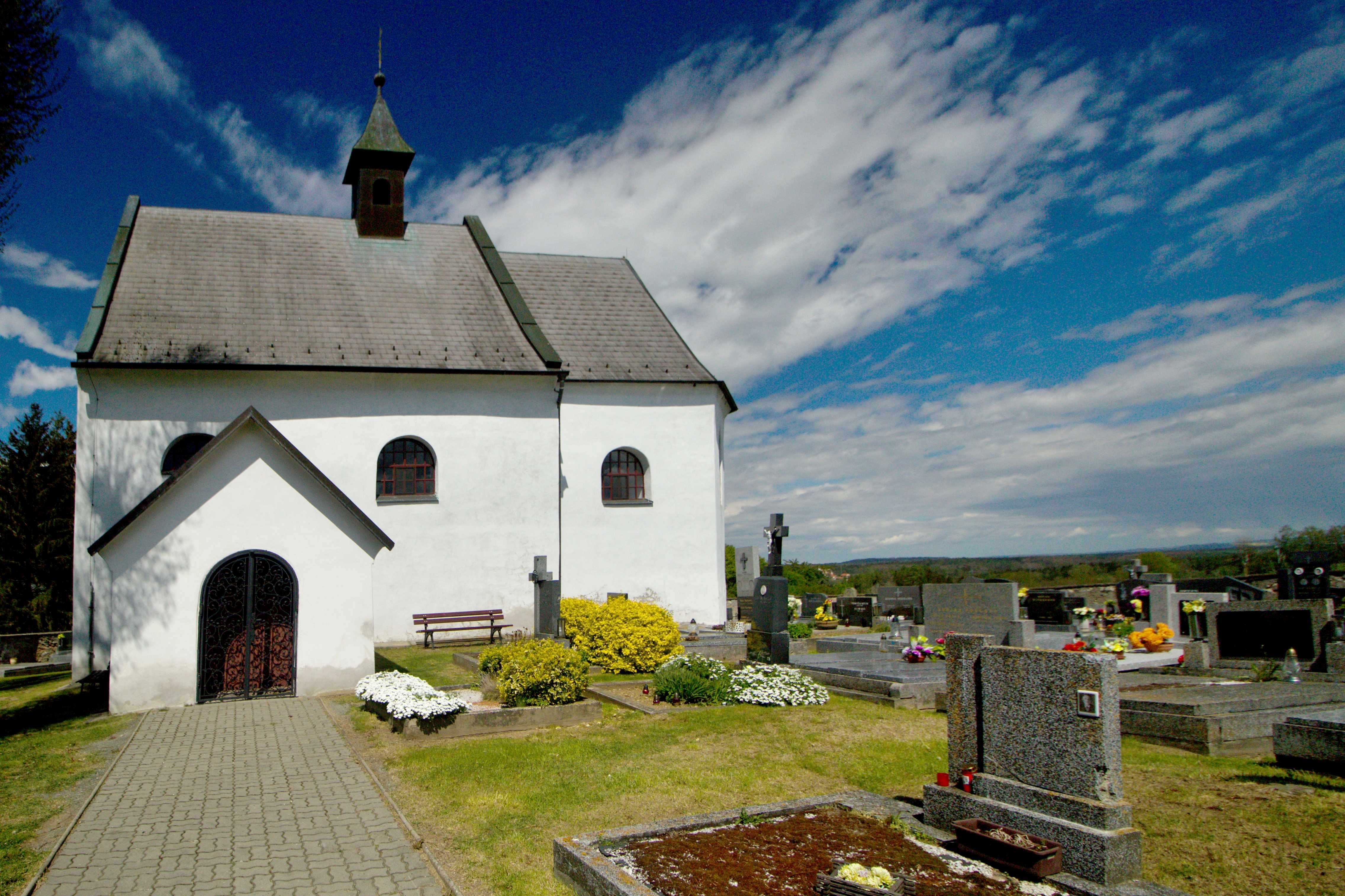
Kostel sv. Kateřiny

- Kostel svaté Kateřiny